# Purchawka miękka

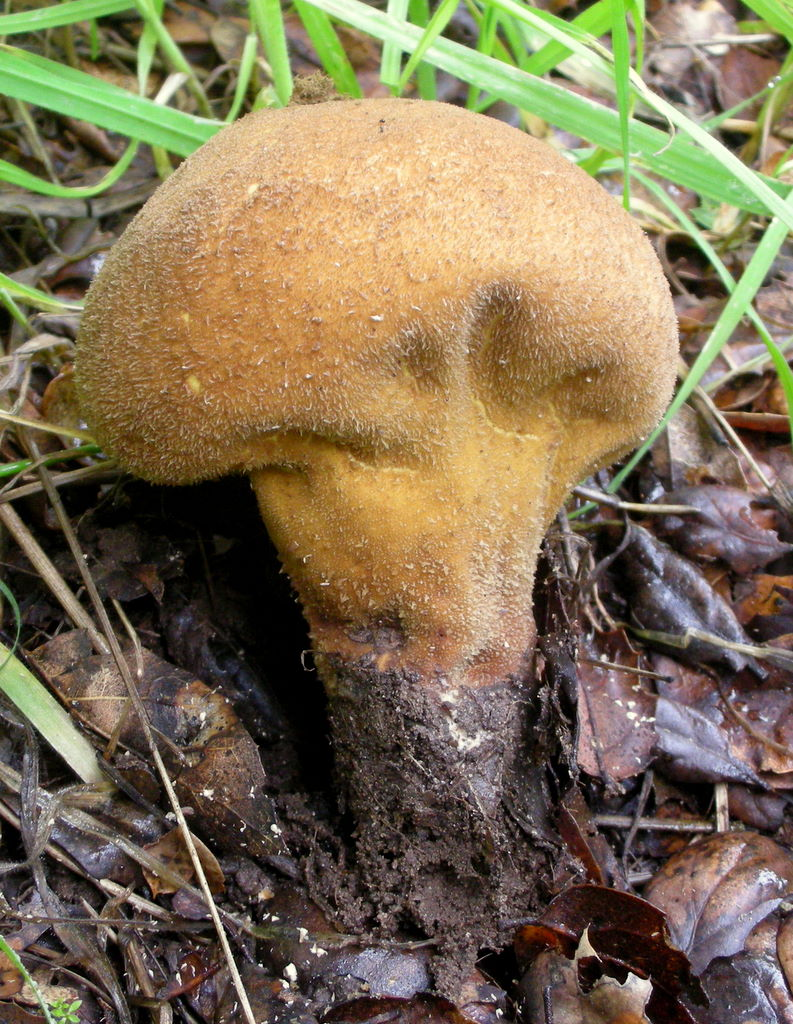
Dojrzały owocnik

Purchawka miękka (Lycoperdon molle Pers.) – gatunek grzybów z rodziny purchawkowatych (Lycoperdaceae).

## Systematyka i nazewnictwo
Pozycja w klasyfikacji według Index Fungorum: Lycoperdon, Lycoperdaceae, Agaricales, Agaricomycetidae, Agaricomycetes, Agaricomycotina, Basidiomycota, Fungi.
Niektóre synonimy naukowe:
- Lycoperdon gemmatum var. furfuraceum Fr. 1829
- Lycoperdon gemmatum var. molle (Pers.) De Toni 1888
- Lycoperdon molle Pers. 1801, var. molle

Nazwę polską nadała Wanda Rudnicka-Jezierska w 1991 r. 

## Morfologia
Owocnik
Średnica 2–4 cm, wysokość 3–7 cm, kształt początkowo kulistawy, później staje się jajowaty lub odwrotnie gruszkowaty, o wydłużonej dolnej części, podobnej nieco do trzonu. Powierzchnia młodych owocników białokremowa, potem stopniowo ciemniejąca, przez jasnoszarobrązową do kremowobrązowej. Na powierzchni drobniutkie miękkie kolce i mączyste ziarnistości. Endoperydium papierowate, matowe, lub nieco błyszczące, otwiera się otworkiem na szczycie. Początkowo jest szarawe, potem brązowoszare, w końcu brązowe. Podglebie jest komorowate i w trakcie dojrzewania przekształca się w dobrze wykształconą kolumellę.  Ma barwę od oliwkowej do ciemnobrązowej, a po dojrzeniu brązowofioletową. Gleba u młodych owocników jest biała, w miarę ich dojrzewania zmienia barwę na oliwkowobrązową, u dojrzałych owocników jest purpurowobrązowa.
Cechy mikroskopowe
Zarodniki kuliste o poobłamywanych brzegach, brązowe, brodawkowane. Mają rozmiar 4,3–5× 10–26 μm. Włośnia ma grubość 5–7 μm, jest grubościenna, słabo septowana, posiada jamki i ma brązową barwę.

## Występowanie i siedlisko
Purchawka miękka jest szeroko rozprzestrzeniona na półkuli północnej. W Polsce jest niezbyt częsta. Występuje zarówno na niżu, jak i w górach, szczególnie na miejscach nasłonecznionych. 
Rośnie na ziemi w różnorodnych lasach i na łąkach, szczególnie na glebach piaszczystych i wapiennych. Owocniki wytwarza od czerwca do października. 

## Znaczenie
Saprotrof.  Jak wszystkie gatunki purchawek jest jadalna za młodu, póki jej owocniki są białe.